# Sant’Agnello
Sant’Agnello ist eine italienische Gemeinde mit 8593 Einwohnern (Stand 31. Dezember 2023) in der Metropolitanstadt Neapel, Region Kampanien. Sie ist Teil der Bergkomune Comunità Montana Monti Lattari - Penisola Sorrentina. Zu der Gemeinde gehören auch die Ortschaften Trasaella und Colli di Fontanelle; letzteres liegt bereits an der Südküste der Halbinsel von Sorrent.
Die Nachbarorte von Sant’Agnello sind Piano di Sorrento und Sorrent.

## Verkehr
Es gibt in Sant’Agnello eine Haltestelle der Schmalspur-Regionalbahn Ferrovia Circumvesuviana (Napoli Porta Nolana–Sorrento); Fahrzeit nach Neapel ca. 50 min. Lokale Busse fahren nach Sorrent, von wo weitere Busverbindungen verfügbar sind.

## Bevölkerungsentwicklung
Zwischen 1991 und 2001 stieg die Einwohnerzahl von 8183 auf 8421. Dies entspricht einem prozentualen Zuwachs von 1,7 %.

## Persönlichkeiten
- Bonaventura Gargiulo (1843–1904), Bischof des Bistums San Severo

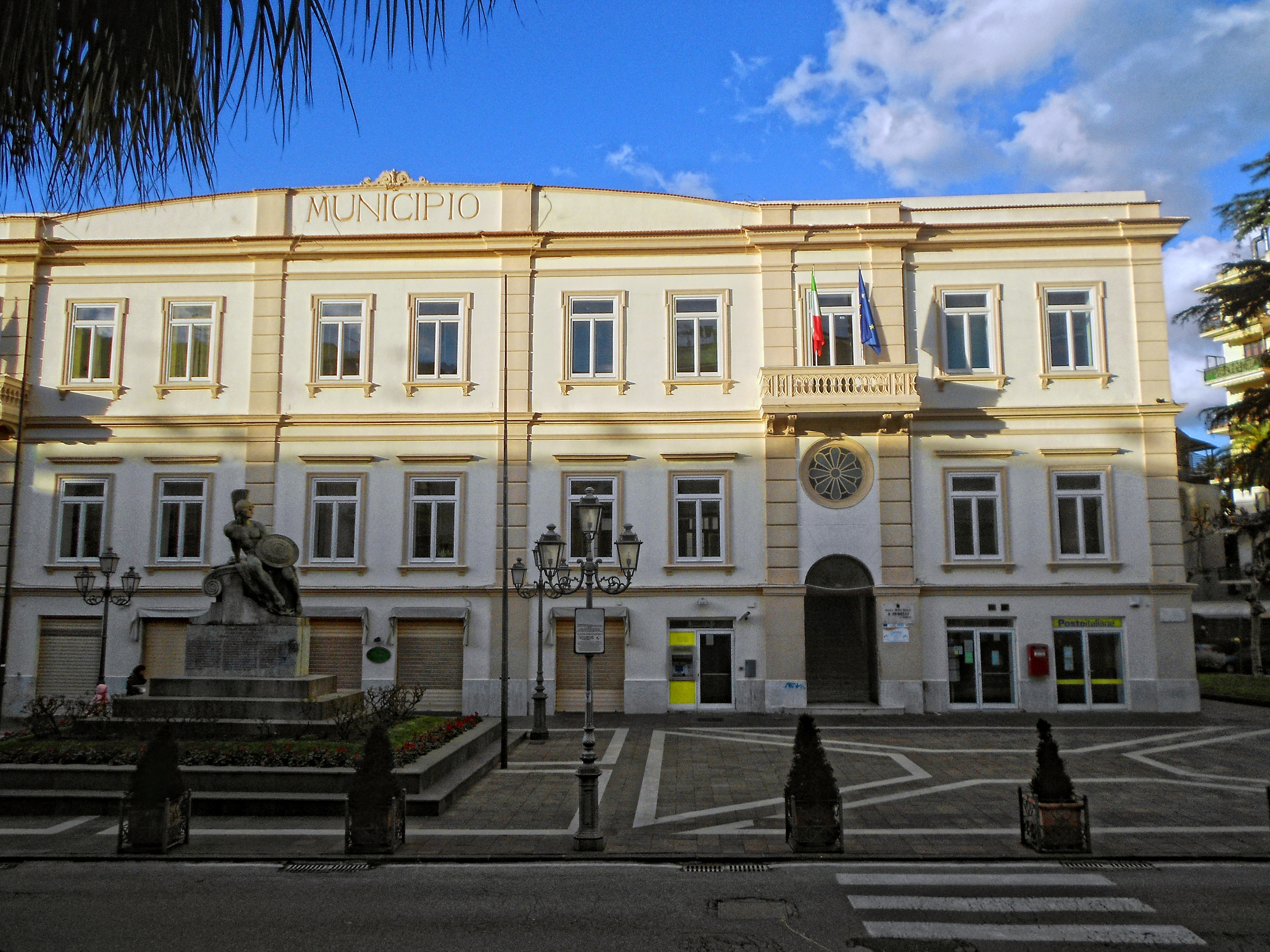
Rathaus von Sant’Agnello
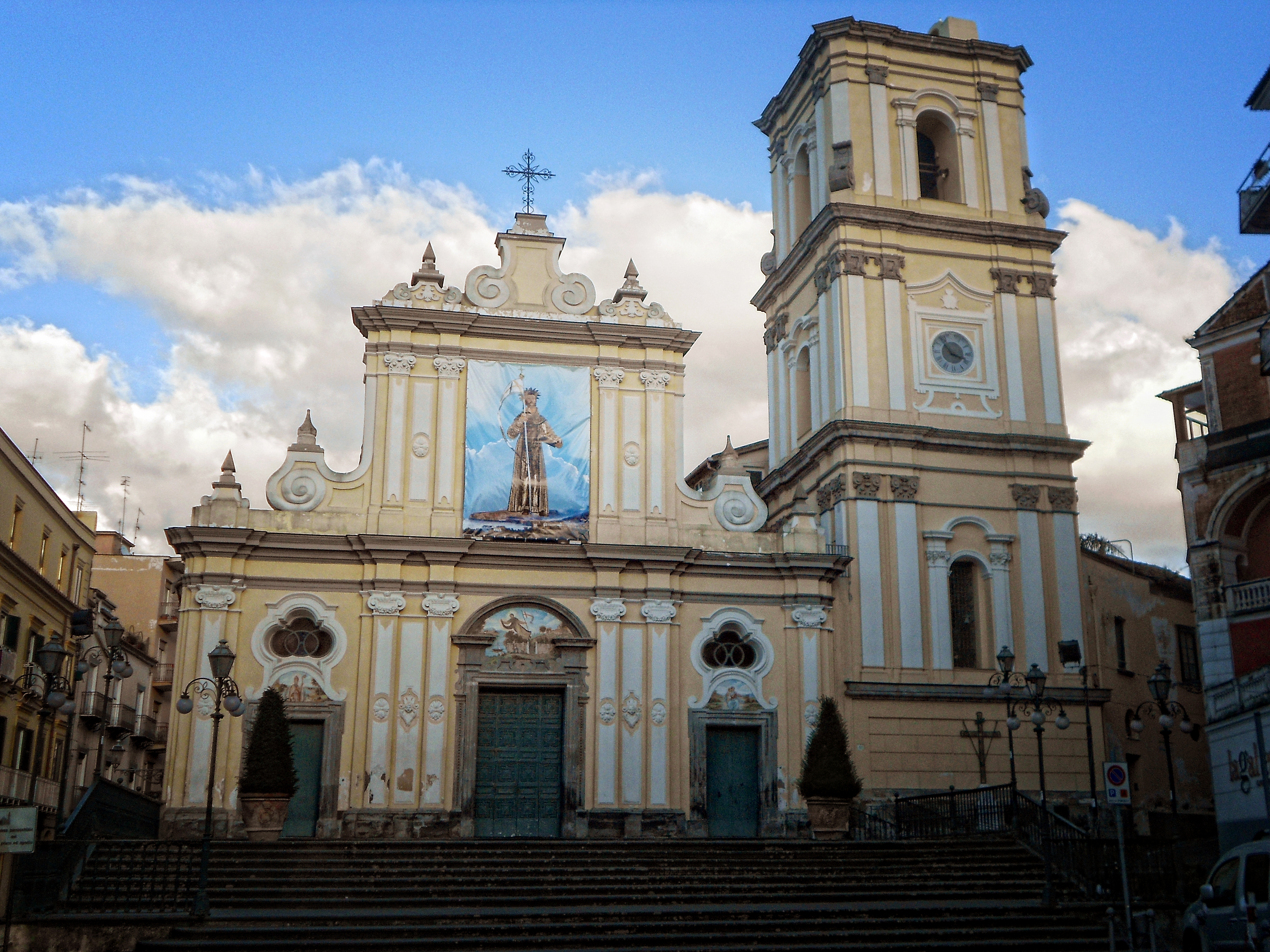
Chiesa dei Santi Prisco ed Agnello
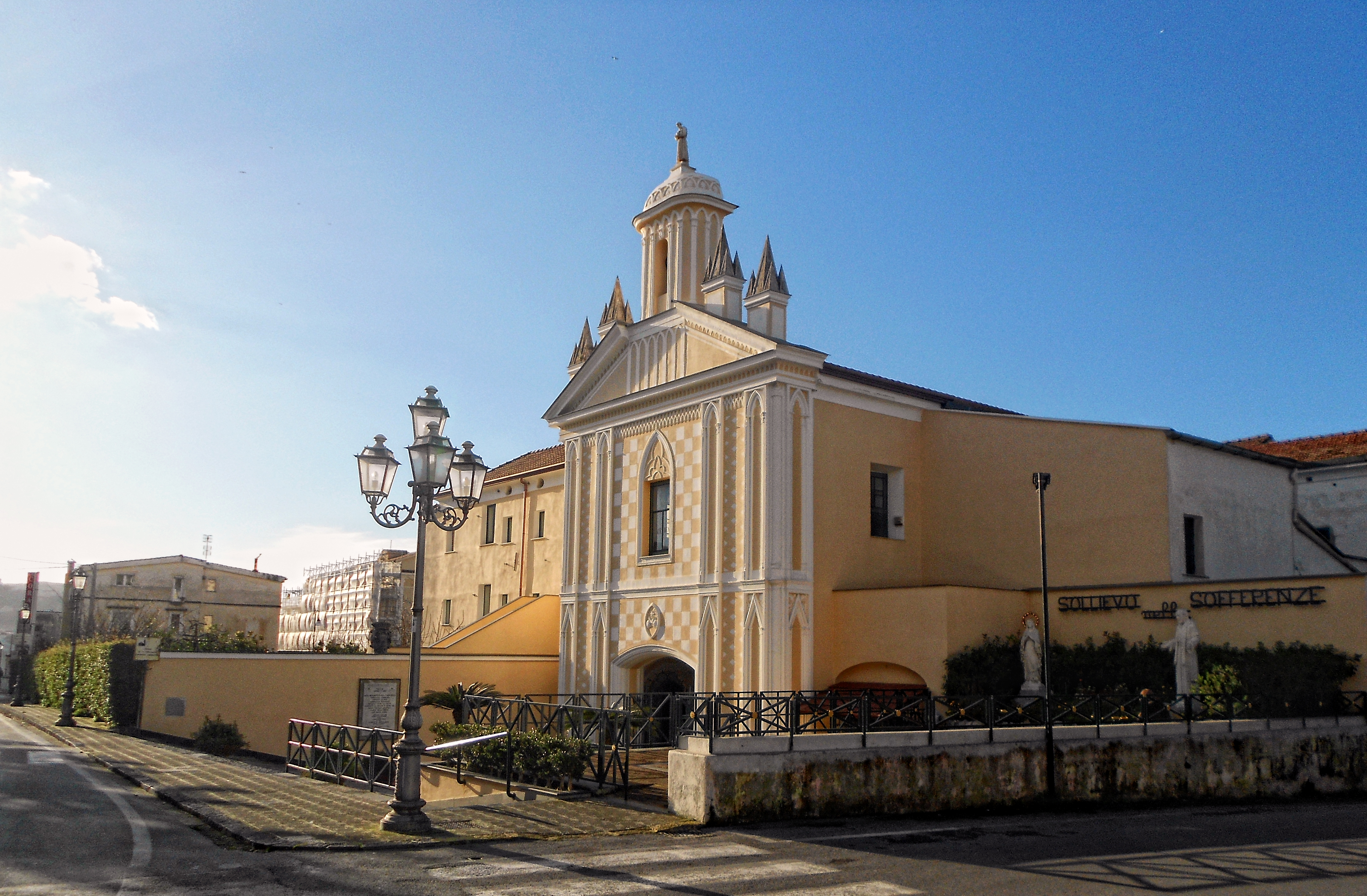
Chiesa dei Frati Cappuccini
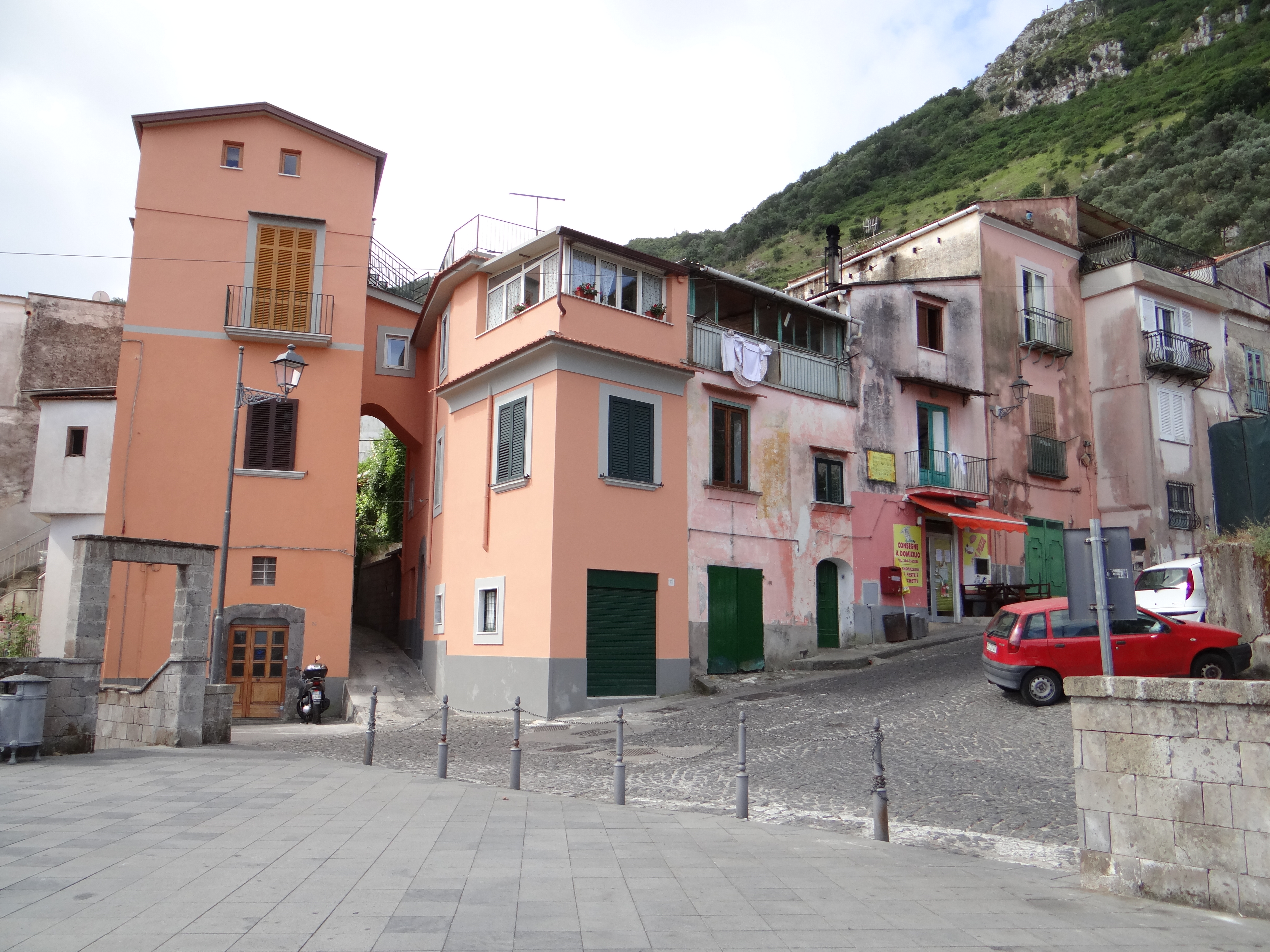
Dorfplatz in Trasaella
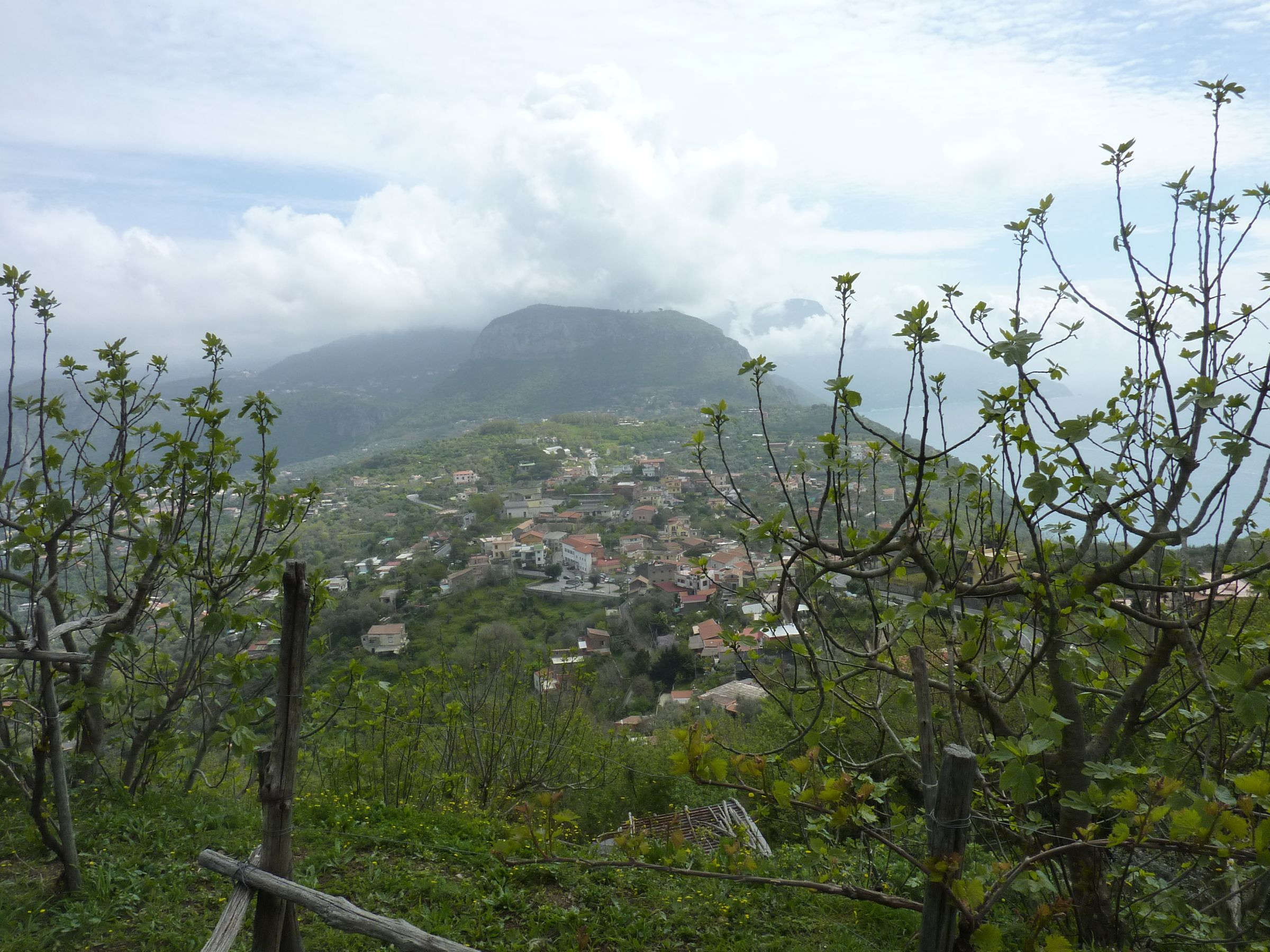
Blick über Colli di Fontanelle